# Міхаелла Крайчек
Міхаелла Крайчек (нід. Michaëlla Krajicek, чеськ. Michaela Krajíčková)  — нідерландська тенісистка чеського походження, сестра Ріхарда Крайчека.

## Фінали турнірів WTA

### Одиночний розряд: 3 (3–0)
| Результат | №  | Дата           | Турнір                                   | Повехня | Супротивниця        | Рахунок       |
| --------- | -- | -------------- | ---------------------------------------- | ------- | ------------------- | ------------- |
| Перемога  | 1. | 9 жовтня 2005  | Tashkent Open, Узбекистан                | Хард    | Акгуль Аманмурадова | 6–0, 4–6, 6–3 |
| Перемога  | 2. | 13 січня 2006  | Moorilla Hobart International, Австралія | Хард    | Івета Бенешова      | 6–2, 6–1      |
| Перемога  | 3. | 24 червня 2006 | 's-Hertogenbosch, Нідерланди             | Трава   | Дінара Сафіна       | 6–3, 6–4      |

### Парний розряд (5–11)
| Результат | №   | Дата           | Турнір                                      | Поверхня    | Партнерка           | Супротивниці                           | Рахунок               |
| --------- | --- | -------------- | ------------------------------------------- | ----------- | ------------------- | -------------------------------------- | --------------------- |
| Поразка   | 1.  | 30 квітня 2005 | Ешторіл, Португалія                         | Ґрунт       | Ганрієта Нагійова   | Лі Тін Сунь Тяньтянь                   | 3–6, 1–6              |
| Поразка   | 2.  | 30 жовтня 2005 | Гассельт, Бельгія                           | Хард (зала) | Агнеш Савай         | Емілі Луа Катаріна Среботнік           | 3–6, 4–6              |
| Поразка   | 3.  | 19 лютого 2006 | Антверпен, Бельгія                          | Хард (зала) | Стефані Форец       | Дінара Сафіна Катаріна Среботнік       | 1–6, 1–6              |
| Перемога  | 1.  | 22 липня 2006  | Internazionali Femminili di Palermo, Італія | Ґрунт       | Жанетт Гусарова     | Аліче Канепа Джулія Габба              | 6–0, 6–0              |
| Перемога  | 2.  | 30 липня 2006  | Будапешт, Угорщина                          | Ґрунт       | Жанетт Гусарова     | Луціє Градецька Рената Ворачова        | 4–6, 6–4, 6–4         |
| Поразка   | 4.  | 3 травня 2008  | ECM Prague Open, Чехія                      | Ґрунт       | Джилл Крейбас       | Андреа Главачкова Луціє Градецька      | 6–1, 3–6, [6–10]      |
| Перемога  | 3.  | 20 липня 2008  | 'с-Гертогенбос, Нідерланди                  | Трава       | Марина Еракович     | Ліга Декмейєре Анджелік Кербер         | 6–3, 6–2              |
| Поразка   | 5.  | 22 лютого 2009 | Мемфіс, США                                 | Хард (зала) | Юліана Федак        | Вікторія Азаренко Каролін Возняцкі     | 1–6, 6–7(2–7)         |
| Поразка   | 6.  | 19 червня 2009 | 'с-Гертогенбос, Нідерланди                  | Трава       | Яніна Вікмаєр       | Сара Еррані Флавія Пеннетта            | 4–6, 7–5, [11–13]     |
| Перемога  | 4.  | 21 лютого 2010 | Мемфіс, США                                 | Хард (зала) | Ваня Кінґ           | Бетані Маттек-Сендс Меган Шонессі      | 7–5, 6–2              |
| Поразка   | 7.  | 18 квітня 2010 | Чарлстон, США                               | Ґрунт       | Ваня Кінг           | Лізел Губер Надія Петрова              | 3–6, 4–6              |
| Поразка   | 8.  | 30 квітня 2011 | Ешторіл, Португалія                         | Ґрунт       | Елені Даніліду      | Аліса Клейбанова Галина Воскобоєва     | 4–6, 2–6              |
| Поразка   | 9.  | 5 травня 2012  | Budapest Grand Prix, Угорщина               | Ґрунт       | Ева Бірнерова       | Жанетт Гусарова Маґдалена Рибарікова   | 4–6, 2–6              |
| Поразка   | 10. | 4 January 2014 | Окленд, Нова Зеландія                       | Хард        | Луціє Градецька     | Шерон Фічман Марія Санчес              | 6–2, 0–6, [4–10]      |
| Перемога  | 5.  | 24 травня 2014 | Nürnberger Versicherungscup, Німеччина      | Ґрунт       | Кароліна Плішкова   | Ралука Олару Шахар Пеєр                | 6–0, 4–6, [10–6]      |
| Поразка   | 11. | 20 червня 2014 | Росмален, Нідерланди                        | Трава       | Крістіна Младенович | Марина Еракович Арантча Парра Сантонха | 6–0, 6–7(5–7), [8–10] |

## Фінали турнірів серії WTA 125

### Пари: 1 титул
| Результат | №  | Дата           | Турнір      | Поверхня | Партнерка   | Супротивниці             | Рахунок  |
| --------- | -- | -------------- | ----------- | -------- | ----------- | ------------------------ | -------- |
| Перемога  | 1. | 10 серпня 2013 | Suzhou, КНР | Hard     | Тімеа Бабош | Хань Сіньюнь Ходзумі Ері | 6–2, 6–2 |